# Bộ Ăn sâu bọ
Bộ Ăn sâu bọ (danh pháp khoa học: Insectivora, từ tiếng Latinh insectum "côn trùng, sâu bọ" và vorare "ăn") là một cách gộp nhóm động vật hiện nay đã bị loại bỏ, nằm trong lớp động vật có vú (lớp Thú).
Trong quá khứ, việc gộp nhóm này được sử dụng như là một giỏ chứa đồ vụn để chứa hàng loạt các động vật có vú với kích thước từ nhỏ tới rất nhỏ, ăn côn trùng, và tương đối là không chuyên dụng. Do bất kỳ nhóm hóa thạch nhìn có vẻ nguyên thủy nào đó của thú có nhau (rau thai) thông thường hay được đặt vào bộ này vì mục đích tiện lợi, nên nó đã được giữ để cấu thành một cái kho cơ bản mà ngoài nó thì các bộ thú có nhau thai khác đã tiến hóa. Vì thế, khi nó được mở rộng ra thì bộ Insectivora là một bộ đa ngành và không thể coi là một nhánh sinh học thích hợp.
Việc phân loại bộ này đã được điều chỉnh và sửa chữa lại trong những năm gần đây. Các loài đồi, chuột chù voi và chồn bay đã được tách ra thành các bộ khác nhau, lần lượt là bộ Scandentia, Macroscelidea và Dermoptera, do có nhiều nhóm hóa thạch trước kia đã được đưa vào trong này. Trong một khoảng thời gian, nó đã được duy trì vì người ta cho rằng các họ động vật ăn sâu bọ còn lại tạo thành một kiểu gộp nhóm đơn ngành, hay một nhánh, mà đối với nó tên gọi khoa học Lipotyphla đã được áp dụng từ lâu. Tuy nhiên, các chứng cứ ở mức phân tử chỉ ra rằng các họ Chrysochloridae (các loài chuột chũi vàng) và Tenrecidae (các loài tenrec) cũng cần phải tách ra thành một bộ riêng gọi là Afrosoricida. Các loài còn lại trong nhánh Insectivora sau đó được nhắc đến dưới tên gọi chung là bộ Eulipotyphla. Sau những nghiên cứu cẩn thận tiếp theo, các chứng cứ cũng chỉ ra rằng thậm chí họ Erinaceidae (các loài nhím chuột) cũng phải được đặt trong bộ riêng đối với phần còn lại, bao gồm các họ Soricidae (các loài chuột chù), Talpidae (các loài chuột chũi), Solenodontidae và Nesophontidae. Hai bộ mới với tên gọi tương ứng là Erinaceomorpha (bộ Nhím chuột) và Soricomorpha (bộ Chuột chù) hiện nay đã thay thế cho bộ Insectivora.
- BỘ INSECTIVORA
  - Các họ đã từng được đặt trong bộ Insectivora và được tách ra muộn hơn:
    - Họ Erinaceidae: nhím chuột và chuột chù núi cao, chuyển sang bộ Soricomorpha
      - Phân họ Erinaceinae: nhím chuột
      - Phân họ Hylomyinae: chuột chù núi cao

    - Họ Soricidae: chuột chù, chuyển sang bộ Soricomorpha.
      - Phân họ Crocidurinae: chuột chù răng trắng
      - Phân họ Soricinae: chuột chù răng đỏ
      - Phân họ Myosoricinae: chuột chù răng trắng châu Phi

    - Họ Talpidae: chuột chũi, chuyển sang bộ Soricomorpha.
      - Phân họ Desmaninae: desman
      - Phân họ Talpinae: chuột chũi, chuyển sang bộ Soricomorpha.
      - Phân họ Uropsilinae: chuột chũi dạng chuột chù.

    - Họ Solenodontidae: chuột chù răng khía, chuyển sang bộ Soricomorpha.
    - Họ Nesophontidae: chuột chù Tây Ấn (tuyệt chủng), chuyển sang bộ Soricomorpha.

  - Các họ khác đã từng được đặt trong bộ Insectivora và được tách ra sớm hơn:
    - Họ Chrysochloridae: chuột chũi vàng, chuyển sang bộ Afrosoricida.
    - Họ Tenrecidae: tenrec, chuyển sang bộ Afrosoricida.
    - Họ Macroscelididae: chuột chù voi, chuyển sanng bộ Macroscelidea.
    - Họ Tupaiidae: đồi, nhen, chuyển sang bộ Scandentia.
    - Họ Cynocephalidae: chồn bay, chuyển sang bộ Dermoptera.

Cũng cần lưu ý là các động vật ăn sâu bọ nói chung (khi xem xét dưới góc độ của hốc sinh thái) không phải tất cả đều thuộc về bộ Insectivora.